# Народна скупштина Србије 1872.
Редован сазив Народне скупштине је заседао у Крагујевцу у периоду 24. септембра — 25. октобра 1872.

## Народна скупштина у Крагујевцу 1872.
У међувремену од закључка првог и извршења другог редовног сазива, 10. августа 1872, малолетни Кнез Милан Обреновић постао је пунолетан. Намеоништво кнежевског достојанства предало му је власт једним актом, чиме је његова мисија била завршена. Кнез Милан, примивши кнежевску власт, наименовао је нову Владу чије је воћство поверио Јовану Ристићу. После тога је за 24. септембар 1872. год. сазвана Народна скупштина y свој други редован сазив.
Скупштина је изабрала шест лица за председника и потпредседника и предложила их Кнезу Милану. Кнез је, својим указом, за председника поставио Живка Карабиберовића, a за потпредседника Димитрија Ђ. Јовановића. За секретаре изабрани су Јован Бошковић, Сима Живковић, Милош Прокић и Пантелија Срећковић. После конституисања Скупштина је отворена Престоном Беседом, коју је читао лично Кнез Ммлан. Киез је захвалио Народној скупштиви на родољубивом раду и потпомагању Намесништза за време његова малолетства. Тога дава Кнез Милан је положио и заклетву на Устав, па је Скупштвна прешла на текући посао.
У сазиву за 1872. Народна скупшгина данела је ове законе: ** закова о повластицама кредитних завода; закон о женидби официра; закон о регрутовању стајаће војске; * закона о подизању јавних грађевина; * закона о устројсгву државне штампарије; закон о постављању учитељица y мушким школама; * закона о учитељским школама; закон о постављању судија за ванпарнична дела; закон о старатељству; закон о новом подељењу звања полицијских и судских чиновника; ** закона о кривичном поступку.
На претпоследњој седници скупштинској овога сазива Скупштина је, по предлогу Владе, изабрала један скупштивски одбор од 26 чланова (са заменицима) ставивши му y дужност да се одазове захтеву владе и помогне је y припремама законских пројеката који ће се изнети пред следећу Скупштину. По томе је сазив закључен Кнежевским указом, 25. октобра 1872 г., који је прочитао председник владе.